# Volta a Cataluña 1986
La Volta a Cataluña de 1986 fue la 66.ª edición de la Volta a Cataluña, que se disputó en 8 etapas del 9 al 18 de septiembre de 1986 con un total de 1145,3 km. El vencedor final fue el irlandés Sean Kelly del equipo Kas por ante Álvaro Pino del Zor-BH, y de Charly Mottet del Pegaso-Système U.
La segunda y la quinta etapas estabas divididas en dos sectores. había dos contrarrelojes individuales, una al Prólogo de Playa de Aro y la otra en la etapa en Alguer. La ida en la ciudad de Cerdeña fue la principal novedad de esta edición de la "Volta" que celebraba el 75 cumpleaños de su creación.

## Etapas
| Etapa   | Fecha            | Ciudades de etapa                 | km    | Vencedor de la etapa  | Líder de la general |
| ------- | ---------------- | --------------------------------- | ----- | --------------------- | ------------------- |
| Prólogo | 9 de septiembre  | Playa de Aro – Playa de Aro (CRI) | 4,5   | Jörg Müller           | Jörg Müller         |
| 1.ª     | 10 de septiembre | Playa de Aro – Badalona           | 181,4 | Jörg Müller           | Jörg Müller         |
| 2.ª A   | 11 de septiembre | Barcelona – Valls                 | 94,6  | Wim Arras             | Jörg Müller         |
| 2.ª B   | 11 de septiembre | Valls – Salou                     | 71,6  | Thierry Marie         | Jörg Müller         |
| 3.ª     | 12 de septiembre | Salou – Lérida                    | 160,2 | Frank Hoste           | Jörg Müller         |
| 4.ª     | 13 de septiembre | Solsona - Vallter 2000            | 170,9 | Juan Fernández Martín | Anselmo Fuerte      |
| 5.ª A   | 14 de septiembre | Camprodón - Vich                  | 87,6  | Dominique Arnaud      | Anselmo Fuerte      |
| 5.ª B   | 14 de septiembre | Vich - Manresa                    | 97,0  | Peio Ruiz Cabestany   | Anselmo Fuerte      |
| 6.ª     | 15 de septiembre | Manresa – Hospitalet de Llobregat | 135,7 | Federico Etxabe       | Anselmo Fuerte      |
| 7.ª     | 16 de septiembre | Alguer – Alguer (CRI)             | 29,9  | Sean Kelly            | Sean Kelly          |
| 8.ª     | 18 de septiembre | Barcelona – Barcelona             | 111,9 | Léo Wellens           | Sean Kelly          |

### Prólogo[1]
09-09-1986: Playa de Aro – Playa de Aro, 4,5 km. (CRI):
|   | Ciclista        | Equipo | Tiempo |
| - | --------------- | ------ | ------ |
| 1 | Jörg Müller     | Kas    | 6' 37" |
| 2 | Acácio da Silva | Kas    | + 02"  |
| 3 | Anselmo Fuerte  | Zor-BH | m.t    |

|   | Ciclista        | Equipo | Tiempo |
| - | --------------- | ------ | ------ |
| 1 | Jörg Müller     | Kas    | 6' 37" |
| 2 | Acácio da Silva | Kas    | + 02"  |
| 3 | Anselmo Fuerte  | Zor-BH | m.t    |

### 1.ª etapa[2]
10-09-1986: Playa de Aro – Badalona, 181,4 km.:
|   | Ciclista               | Equipo     | Tiempo     |
| - | ---------------------- | ---------- | ---------- |
| 1 | Frank Hoste            | Fagor      | 5h 22' 15" |
| 2 | Sean Kelly             | Kas        | m. t.      |
| 3 | Manuel Jorge Domínguez | Seat-Orbea | m. t.      |

|   | Ciclista       | Equipo           | Tiempo |
| - | -------------- | ---------------- | ------ |
| 1 | Jörg Müller    | Kas              | 6' 37" |
| 2 | Anselmo Fuerte | Zor-BH           | + 02"  |
| 3 | Thierry Marie  | Pegaso-Système U | m.t    |

### 2.ª etapa[3]
11-09-1986: Barcelona – Valls, 94,6 km.:
| Resultado de la 2ª etapa A \| \| Ciclista \| Equipo \| Tiempo \| \| - \| ----------------- \| ---------- \| ---------- \| \| 1 \| Wim Arras \| PDM-Gin MG \| 2h 11' 20" \| \| 2 \| Alfonso Gutiérrez \| Teka \| m. t. \| \| 3 \| Antonio Esparza \| Seat-Orbea \| m. t. \| |                   |            |            |
| | Ciclista          | Equipo     | Tiempo     |
| 1 | Wim Arras         | PDM-Gin MG | 2h 11' 20" |
| 2 | Alfonso Gutiérrez | Teka       | m. t.      |
| 3 | Antonio Esparza   | Seat-Orbea | m. t.      |

### 2.ª etapa B
11-09-1986: Valls – Salou, 71,6 km.:
|   | Ciclista      | Equipo           | Tiempo     |
| - | ------------- | ---------------- | ---------- |
| 1 | Thierry Marie | Pegaso-Système U | 1h 43' 10" |
| 2 | Wim Arras     | PDM-Gin MG       | + 02"      |
| 3 | Frank Hoste   | Fagor            | m. t.      |

|   | Ciclista       | Equipo           | Tiempo     |
| - | -------------- | ---------------- | ---------- |
| 1 | Jörg Müller    | Kas              | 9h 23' 24" |
| 2 | Thierry Marie  | Pegaso-Système U | m. t.      |
| 3 | Anselmo Fuerte | Zor-BH           | + 02"      |

### 3.ª etapa[4]
12-09-1986: Salou – Lérida, 160,2 km.:
|   | Ciclista          | Equipo           | Tiempo     |
| - | ----------------- | ---------------- | ---------- |
| 1 | Frank Hoste       | Fagor            | 4h 20' 50" |
| 2 | Wim Arras         | PDM-Gin MG       | m. t.      |
| 3 | Dominique Lecrocq | Pegaso-Système U | m. t.      |

|   | Ciclista        | Equipo           | Tiempo      |
| - | --------------- | ---------------- | ----------- |
| 1 | Jörg Müller     | Kas              | 13h 44' 14" |
| 2 | Thierry Marie   | Pegaso-Système U | m. t.       |
| 3 | Acácio da Silva | Kas              | + 02"       |

### 4ª etapa[5]
13-09-1986: Solsona - Vallter 2000, 170,9 km.:
|   | Ciclista              | Equipo     | Tiempo     |
| - | --------------------- | ---------- | ---------- |
| 1 | Juan Fernández Martín | Zor-BH     | 4h 48' 48" |
| 2 | Sean Kelly            | Kas        | + 16"      |
| 3 | Pedro Delgado         | PDM-Gin MG | m. t.      |

|   | Ciclista       | Equipo     | Tiempo      |
| - | -------------- | ---------- | ----------- |
| 1 | Anselmo Fuerte | Zor-BH     | 18h 33' 20" |
| 2 | Sean Kelly     | Kas        | + 06"       |
| 3 | Pedro Delgado  | PDM-Gin MG | + 10"       |

### 5ª etapa[6]
14-09-1986: Camprodón - Vich, 87,6 km. :
| Resultado de la 5ª etapa A \| \| Ciclista \| Equipo \| Tiempo \| \| - \| ---------------- \| -------- \| ---------- \| \| 1 \| Dominique Arnaud \| Reynolds \| 1h 58' 50" \| \| 2 \| Jörg Müller \| Kas \| m. t. \| \| 3 \| Ángel Camarillo \| Zor-BH \| m. t. \| |                  |          |            |
| | Ciclista         | Equipo   | Tiempo     |
| 1 | Dominique Arnaud | Reynolds | 1h 58' 50" |
| 2 | Jörg Müller      | Kas      | m. t.      |
| 3 | Ángel Camarillo  | Zor-BH   | m. t.      |

### 5ª etapa B
14-09-1986: Vich - Manresa, 97,0 km. :
|   | Ciclista            | Equipo           | Tiempo     |
| - | ------------------- | ---------------- | ---------- |
| 1 | Peio Ruiz Cabestany | Seat-Orbea       | 2h 29' 01" |
| 2 | Laurent Fignon      | Pegaso-Système U | + 34"      |
| 3 | Celestino Prieto    | Reynolds         | + 36"      |

|   | Ciclista       | Equipo     | Tiempo      |
| - | -------------- | ---------- | ----------- |
| 1 | Anselmo Fuerte | Zor-BH     | 23h 02' 05" |
| 2 | Sean Kelly     | Kas        | + 06"       |
| 3 | Pedro Delgado  | PDM-Gin MG | + 10"       |

### 6ª etapa[7]
15-09-1986: Manresa – Hospitalet de Llobregat, 135,7 km.:
|   | Ciclista         | Equipo   | Tiempo     |
| - | ---------------- | -------- | ---------- |
| 1 | Federico Etxabe  | Teka     | 3h 26' 53" |
| 2 | Dominique Arnaud | Reynolds | m. t.      |
| 3 | Vicente Belda    | Kelme    | m. t.      |

|   | Ciclista       | Equipo     | Tiempo      |
| - | -------------- | ---------- | ----------- |
| 1 | Anselmo Fuerte | Zor-BH     | 26h 29' 32" |
| 2 | Sean Kelly     | Kas        | + 06"       |
| 3 | Pedro Delgado  | PDM-Gin MG | + 10"       |

### 7ª etapa[8]
16-09-1986: el Alguer – Alguer, 29,9 km. (CRI):
|   | Ciclista       | Equipo           | Tiempo  |
| - | -------------- | ---------------- | ------- |
| 1 | Sean Kelly     | Kas              | 38' 34" |
| 2 | Laurent Fignon | Pegaso-Système U | +52"    |
| 3 | Julián Gorospe | Reynolds         | +53"    |

|   | Ciclista       | Equipo | Tiempo      |
| - | -------------- | ------ | ----------- |
| 1 | Sean Kelly     | Kas    | 27h 08' 12" |
| 2 | Álvaro Pino    | Zor-BH | + 1' 25"    |
| 3 | Anselmo Fuerte | Zor-BH | + 1' 33"    |

### 8ª etapa[9]
18-09-1986: Barcelona – Barcelona, 111,9 km.:
|   | Ciclista        | Equipo   | Tiempo     |
| - | --------------- | -------- | ---------- |
| 1 | Léo Wellens     | Dormilón | 2h 49' 28" |
| 2 | Ángel Arroyo    | Reynolds | m. t.      |
| 3 | Federico Etxabe | Teka     | m. t.      |

|   | Ciclista      | Equipo           | Tiempo      |
| - | ------------- | ---------------- | ----------- |
| 1 | Sean Kelly    | Kas              | 30h 05' 03" |
| 2 | Álvaro Pino   | Zor-BH           | + 1' 33"    |
| 3 | Charly Mottet | Pegaso-Système U | + 1' 37"    |

## Clasificación General
|    | Ciclista            | Equipo           | Tiempo      |
| -- | ------------------- | ---------------- | ----------- |
|    | Sean Kelly          | Kas              | 30h 05' 03" |
| 2  | Álvaro Pino         | Zor-BH           | + 1' 33"    |
| 3  | Charly Mottet       | Pegaso-Système U | + 1' 37"    |
| 4  | Anselmo Fuerte      | Zor-BH           | + 1' 49"    |
| 5  | Acácio da Silva     | Kas              | + 2' 09"    |
| 6  | Marino Lejarreta    | Seat-Orbea       | + 2' 39"    |
| 7  | Pedro Delgado       | PDM-Gin MG       | + 3' 00"    |
| 8  | Carlos Hernández    | Reynolds         | + 3' 31"    |
| 9  | José Recio          | Kelme            | + 3' 55"    |
| 10 | Peio Ruiz Cabestany | Seat-Orbea       | + 5' 02"    |

## Clasificaciones secundarias
|   | Ciclista              | Equipo     | Puntos    |
| - | --------------------- | ---------- | --------- |
| 1 | Juan Fernández Martín | Zor-BH     | 30 puntos |
| 2 | Pedro Delgado         | PDM-Gin MG | 29 puntos |
| 3 | Sean Kelly            | Kas        | 27 puntos |

|   | Ciclista         | Equipo   | Puntos    |
| - | ---------------- | -------- | --------- |
| 1 | Isidro Juárez    | Zahor    | 17 puntos |
| 2 | Vicente Belda    | Kelme    | 12 puntos |
| 3 | Dominique Arnaud | Reynolds | 11 puntos |

|   | Ciclista        | Equipo | Puntos     |
| - | --------------- | ------ | ---------- |
| 1 | Sean Kelly      | Kas    | 104 puntos |
| 2 | Frank Hoste     | Fagor  | 78 puntos  |
| 3 | Federico Etxabe | Teka   | 53 puntos  |

|   | Equipo | Nacionalidad | Tiempo      |
| - | ------ | ------------ | ----------- |
| 1 | Kas    | España       | 90h 21' 57" |
| 2 | Zor-BH | España       | + 42"       |
| 3 | Kelme  | España       | + 13' 10"   |